# Newark (Ohio)
Newark település az Amerikai Egyesült Államok Ohio államában, Licking megyében, melynek megyeszékhelye is. Lakosainak száma 49 934 fő (2020. április 1.).

## Népesség
A település népességének változása:

| 2010 | 47 573 |
| 2020 | 49 934 |